# Hala bint D'aij Al Khalifa
Hala bint D'aij Al Khalifa (... – 9 giugno 2018) è stata la moglie di Salman bin Hamad Al Khalifa.

## Biografia
La sceicca Hala era la figlia più giovane di Duaij bin Khalifa Al Khalifa, ministro dell'Elettricità e dell'Acqua, e della sceicca Aisha. Conseguì un bachelor of Arts all'Università di Syracuse e sposò Salman bin Hamad Al Khalifa.
Si dedicò a lavori di volontariato e il 19 marzo 2002 lanciò la campagna "Be Free" contro gli abusi sui bambini. Morì improvvisamente il 9 giugno 2018 e venne tumulata nel cimitero Al Hunaniya a Riffa. Il 10 giugno la Bahrain News Agency annunciò il decesso, menzionandola come "ex moglie" di Salman.

## Cariche
- Presidentessa Onoraria dell'Information Centre for Women and Children;[1]
- Presidentessa della Bahrain Society for Mental Retardation.[1]

## Discendenza
Hala bint D'aij Al Khalifa e Salman bin Hamad Al Khalifa ebbero due figli e due figlie:
- Isa (1990);
- Mohammed (1991);
- Fatima;
- Al Joud.

## Titoli e trattamento
- ? - 9 giugno 2018: Sua Altezza, la sceicca Hala bint D'aij Al Khalifa

## Ascendenza
|                              |     |     | Genitori |  |  | Nonni |  |  | Bisnonni |  |  | Trisnonni |  |
|                              |     |     |          |  |  |       |  |  | ...      |  |  | ...       |  |
|                              |     |     |          |  |  |       |  |  | ...      |  |  | ...       |  |
|                              |     | ... |          |  |  |       |  |  | ...      |  |  |           |  |
| ...                          |     |     |          |  |  |       |  |  | ...      |  |  |           |  |
|                              |     | ... | ...      |  |  |       |  |  |          |  |  |           |  |
|                              |     | ... | ...      |  |  |       |  |  |          |  |  |           |  |
|                              |     | ... | ...      |  |  |       |  |  |          |  |  |           |  |
| Duaij bin Khalifa Al Khalifa |     | ... |          |  |  |       |  |  |          |  |  |           |  |
|                              |     | ... | ...      |  |  |       |  |  |          |  |  |           |  |
|                              |     | ... | ...      |  |  |       |  |  |          |  |  |           |  |
|                              |     | ... | ...      |  |  |       |  |  |          |  |  |           |  |
| ...                          |     | ... |          |  |  |       |  |  |          |  |  |           |  |
|                              |     | ... | ...      |  |  |       |  |  |          |  |  |           |  |
|                              |     | ... | ...      |  |  |       |  |  |          |  |  |           |  |
|                              |     | ... | ...      |  |  |       |  |  |          |  |  |           |  |
| Hala bint D'aij Al Khalifa   |     | ... |          |  |  |       |  |  |          |  |  |           |  |
|                              | ... | ... |          |  |  |       |  |  |          |  |  |           |  |
|                              | ... | ... |          |  |  |       |  |  |          |  |  |           |  |
|                              | ... | ... |          |  |  |       |  |  |          |  |  |           |  |
| ...                          | ... |     |          |  |  |       |  |  |          |  |  |           |  |
|                              |     | ... | ...      |  |  |       |  |  |          |  |  |           |  |
|                              |     | ... | ...      |  |  |       |  |  |          |  |  |           |  |
|                              |     | ... | ...      |  |  |       |  |  |          |  |  |           |  |
| Aisha Al Khalifa             |     | ... |          |  |  |       |  |  |          |  |  |           |  |
|                              |     | ... | ...      |  |  |       |  |  |          |  |  |           |  |
|                              |     | ... | ...      |  |  |       |  |  |          |  |  |           |  |
|                              |     | ... | ...      |  |  |       |  |  |          |  |  |           |  |
| ...                          |     | ... |          |  |  |       |  |  |          |  |  |           |  |
|                              |     | ... | ...      |  |  |       |  |  |          |  |  |           |  |
|                              |     | ... | ...      |  |  |       |  |  |          |  |  |           |  |
|                              |     | ... | ...      |  |  |       |  |  |          |  |  |           |  |
|                              |     | ... |          |  |  |       |  |  |          |  |  |           |  |